# Aaron Peirsol
Aaron Wells Peirsol, né le 23 juillet 1983 à Irvine en Californie, est un nageur américain spécialiste des épreuves de dos. Quintuple champion olympique, il est considéré comme le meilleur dossiste de l'histoire de la natation au moment de sa fin de carrière. Il a également remporté dix titres mondiaux en grand bassin et détient depuis 2009 les records du monde du 200 m dos. Il est le frère de la nageuse Hayley Peirsol.

## Biographie
Après être devenu le plus jeune nageur à descendre sous les 2 minutes sur 200 mètres dos à 16 ans en 1999, il participe aux Jeux olympiques d'été de 2000 de Sydney, remportant la médaille d'argent. Dès l'année suivante, il devient le maître du dos, remportant le titre mondial sur 200 mètres dos, titre qu'il conserve en 2003 et 2005. Lors de ces deux mondiaux, il double avec le titre sur 100 mètres dos.
Lors des Jeux olympiques d'été de 2004 à Athènes, il remporte les deux titres de dos. Il est dans un premier temps disqualifié sur 200 mètres pour virage présumé fautif avant de se faire requalifier une demi-heure plus tard. Il remporte également l'or avec le relais 4 fois 100 mètres quatre nages américain battant le record du monde en 3 min 30 s 68. Au départ du relais, il bat le record du monde du 100 mètres dos en 53 s 45.
Lors des championnats du monde de 2007, il bat le record du monde du 100 mètres dos en 52 s 98.
Il participe aux Jeux olympiques de 2008. Il remporte le 100 mètres dos tout en battant son propre record du monde, le portant à 52 s 54. Son compatriote Matt Grevers termine deuxième. Il s'incline en finale du 200 mètres dos face à Ryan Lochte, perdant son record du monde. Il remporte enfin l'or sur le relais 4 × 100 mètres 4 nages, battant au passage le record du monde de l'épreuve.
Son record du monde du 100 mètres dos est battu par l'Espagnol Aschwin Wildeboer Faber le 1er juillet 2009. Ce dernier le porte à 52 s 38. Il le récupère cependant une semaine plus tard lors des sélections américaines (qualificatives pour les championnats du monde de 2009), le portant cette fois à 51 s 94, premier nageur sous les 52 s. Il bat également le record du monde du 200 mètres dos en 1 min 53 s 08.
Il aborde les championnats du monde de 2009 en tant que grand favori des 100 et 200 mètres dos.
À la surprise générale, il est éliminé dès les demi-finales du 100 mètres dos. Son chrono, 53 s 22 et neuvième temps, est insuffisant pour monter en finale (il lui a manqué seulement 1 dixième car le 8e des demi-finales, le Britannique Liam Tancock, a terminé en 53 s 12). Il se rattrape cependant sur 200 mètres dos en devenant champion du monde de l'épreuve, battant au passage son record du monde en 1 min 51 s 92. Il termine les championnats par le relais 4 × 100 mètres 4 nages. En compagnie de Eric Shanteau (brasse), Michael Phelps (papillon) et David Walters (nage libre), il bat le record du monde de l'épreuve de plus de 2 secondes. Il nage sa course en 52 s 19, soit un nouveau record des championnats sur la distance.
Son record du monde du 100 mètres dos est battu le 13 août 2016 par son compatriote Ryan Murphy lors de la finale du relais 4 × 100 m quatre nages des Jeux olympiques de Rio.

## Retraite
Alors que sa non-participation aux championnats du monde 2011 est déjà connue, Peirsol ne participe pas aux championnats du monde en petit bassin 2010. Le 1er février 2011, son entraîneur Eddie Reese annonce la retraite du nageur, retraite que confirme l'intéressé le lendemain,. Il envisage de devenir professeur et de s'investir dans la protection des océans.

## Palmarès

### Jeux olympiques
| Épreuve                | Édition              | Édition               | Édition               | Édition |
| Épreuve                | Sydney 2000          | Athènes 2004          | Pékin 2008            |         |
| 100 m dos              | —                    | Or 54 s 06            | Or 52 s 54 – RM       |         |
| 200 m dos              | Argent 1 min 57 s 35 | Or 1 min 54 s 95 – RO | Argent 1 min 54 s 33  |         |
| 4 × 100 m quatre nages | —                    | Or 3 min 30 s 68 – RM | Or 3 min 29 s 34 – RM |         |

### Championnats du monde
| Épreuve                | Grand bassin          | Grand bassin          | Grand bassin          | Grand bassin         | Grand bassin                      |
| Épreuve                | Fukuoka 2001          | Barcelone 2003        | Montréal 2005         | Melbourne 2007       | Rome 2009                         |
| 100 m dos              | —                     | Or 53 s 61 – RC       | Or 53 s 62            | Or 52 s 98 – RM      | 9e temps des demi-finales 53 s 22 |
| 200 m dos              | Or 1 min 57 s 13 – RC | Or 1 min 55 s 92      | Or 1 min 54 s 66 – RM | Argent 1 min 54 s 80 | Or 1 min 51 s 92 – RM             |
| 4 × 200 m nage libre   | —                     | Argent 7 min 10 s 26  | —                     | —                    | —                                 |
| 4 × 100 m quatre nages | —                     | Or 3 min 31 s 54 – RM | Or 3 min 31 s 85      | —                    | Or 3 min 27 s 28 RM               |

| Épreuve                | Petit bassin          | Petit bassin          |
| Épreuve                | Moscou 2002           | Indianapolis 2004     |
| 100 m dos              | Argent 51 s 71        | Or 50 s 72            |
| 200 m dos              | Or 1 min 51 s 17 – RM | Or 1 min 50 s 52 – RM |
| 4 × 100 m nage libre   | Or                    | —                     |
| 4 × 200 m nage libre   | Bronze                | —                     |
| 4 × 100 m quatre nages | Or 3 min 29 s 00 – RM | Or 3 min 25 s 09 – RM |

## Records

### Records personnels
Ces tableaux détaillent les records personnels absolus d'Aaron Peirsol au 15 juillet 2009. L'indication RM signifie que le record personnel de l'Américain constitue l'actuel record du monde de l'épreuve en question.
| Épreuve   | Temps              | Compétition                      | Lieu                     | Date            |
| 100 m dos | 51 s 94            | Championnats des États-Unis 2009 | Indianapolis, États-Unis | 8 juillet 2009  |
| 200 m dos | 1 min 51 s 92 – RM | Championnats du monde 2009       | Rome, Italie             | 31 juillet 2009 |

| Épreuve   | Temps         | Compétition                | Lieu                     | Date             |
| 100 m dos | 50 s 68       | Coupe du monde 2009        | Singapour                | 21 novembre 2009 |
| 200 m dos | 1 min 50 s 52 | Championnats du monde 2004 | Indianapolis, États-Unis | 11 octobre 2004  |

### Records du monde battus
Ce tableau liste les seize records du monde individuels battus par Aaron Peirsol durant sa carrière ; treize l'ont été en grand bassin, trois en petit bassin.
| Épreuve                   | Temps         | Compétition                               | Lieu                     | Date       |
| 100 m dos en grand bassin | 53 s 45       | Jeux olympiques de 2004 (relais)          | Athènes, Grèce           | 21/08/2004 |
| 100 m dos en grand bassin | 53 s 17       | Sélections mondiales américaines de 2005  | Indianapolis, États-Unis | 02/04/2005 |
| 100 m dos en grand bassin | 52 s 98       | Championnats du monde 2007                | Melbourne, Australie     | 27/03/2007 |
| 100 m dos en grand bassin | 52 s 89       | Sélections olympiques américaines de 2008 | Omaha, États-Unis        | 01/07/2008 |
| 100 m dos en grand bassin | 52 s 54       | Jeux olympiques de 2008                   | Pékin, Chine             | 12/08/2008 |
| 100 m dos en grand bassin | 51 s 94       | Sélections mondiales américaines de 2009  | Indianapolis, États-Unis | 08/07/2008 |
| 200 m dos en petit bassin | 1 min 51 s 17 | Championnats du monde 2002                | Moscou, Russie           | 07/04/2002 |
| 200 m dos en petit bassin | 1 min 50 s 54 | Championnats NCAA                         | East Meadow, États-Unis  | 27/03/2004 |
| 200 m dos en petit bassin | 1 min 50 s 52 | Championnats du monde 2004                | Indianapolis, États-Unis | 11/10/2004 |
| 200 m dos en grand bassin | 1 min 55 s 15 | Championnats des États-Unis de 2002       | Indianapolis, États-Unis | 20/03/2002 |
| 200 m dos en grand bassin | 1 min 54 s 74 | Sélections olympiques américaines de 2004 | Long Beach, États-Unis   | 12/07/2004 |
| 200 m dos en grand bassin | 1 min 54 s 66 | Championnats du monde 2005                | Montréal, Canada         | 29/07/2005 |
| 200 m dos en grand bassin | 1 min 54 s 44 | Championnats pan-pacifiques 2006          | Victoria, Canada         | 19/08/2006 |
| 200 m dos en grand bassin | 1 min 54 s 32 | Sélections olympiques américaines de 2008 | Omaha, États-Unis        | 04/07/2008 |
| 200 m dos en grand bassin | 1 min 53 s 08 | Sélections mondiales américaines de 2009  | Indianapolis, États-Unis | 11/07/2009 |
| 200 m dos en grand bassin | 1 min 51 s 92 | Championnats du monde 2009                | Rome, Italie             | 31/07/2009 |

## Vie privée
Peirsol rejoint l'ONG Wild Aid qui lutte pour la préservation des espèces et des écosystèmes (d'autres athlètes le suivent, comme Tara Kirk, David Durante ou encore Misty May-Treanor).

## Distinction
Peirsol fait partie de la promotion 2016, qui comprend également les nageuses Camille Muffat et Dara Torres, qui est introduite au sein du International Swimming Hall of Fame.